# Danske Kvinders Beredskab
Danske Kvinders Beredskab (DKB) var en frivillig försvars- och beredskapsorganisation för kvinnor i Danmark. Till uppgifterna hörde bland annat beredskapsarbete i form av sjukvård och evakuering av befolkningen vid flygbombningar. Det var en föregångare till Lottekorpset, som bildades 1946 och var knuten till det militära försvaret. DKB hörde till det danska civilförsvaret och ingick i Beredskabsforbundet (tidigare Dansk Luftværnsforening och Civilforsvars-Forbundet) 1940–1990. DKB ingår numera i Civilforsvarskorpset.

## Historik
Danske Kvinders Beredskab upprättades 1939 på initiativ av det danska inrikesministeriet då krigshotet var ett faktum. Organisationen var, likt de övriga nordiska beredskapsförbunden för kvinnor, inspirerad av den finska lottakåren. DKB kallades i början för snakkekorpset (sv: pratkåren) eftersom uppgifterna till en början bestod av att ge rådgivning och vägledning till befolkningen om kriget och dess konsekvenser. Organisationen växte under krigsåren till över 42 000 medlemmar och flera lokala avdelningar upprättades, vilket var många fler än vad som var tänkt från inrikesministeriets sida. Man inledde ett nordiskt samarbete med de svenska, norska och finska lottakårerna, och man antog benämningen ”Lotta” för sina medlemmar, vilket man gavs tillåtelse till av den finska lottakåren 1941. DKB:s medlemmar var uniformerade.
DKB och dess medlemmar deltog i arbetet med att ta emot finländska krigsbarn, ge sjukvård, förse fattiga familjer med proviant och annat socialt arbete samt utarbetandet av beredskapsplaner rörande bland annat evakuering. Många tjänade även som telefonvakter och vakter vid skyddsrum. Till en början var fruktan stor i Danmark för att Köpenhamn och andra större städer skulle få uppleva samma öde som Warszawa under blixtkriget 1939. Detta förvärrades då ett engelskt bombflygplan av misstag fällde fyra bomber över Esbjerg 3 september 1939. DKB lät därmed utarbeta en storskalig plan om evakuering av cirka 140 000 köpenhamnare, som dock aldrig kom till användning. Tillsammans med Kvindeligt Arbejderforbund, Danske Kvinders Samfundstjeneste och Danske Kvinders Nationalråd lät DKB upprätta den danska avdelningen av Save the Children (Rädda Barnen) 15 mars 1945. Efter kriget antog DKB nya arbetsuppgifter, däribland att man arrangerade utbildningar i brandsläckning och körning av ambulansfordon. Efter krigsåren, då organisationen upplevde en kraftig medlemsökning, började medlemsantalet sjunka i hela landet. Lotte-Korpset och Kvindeligt Marinekorps hade bildats under efterkrigstiden och konkurrerade med DKB om medlemmar. Vid 50-årsjubileet 1990 hade DKB ungefär 5 000 medlemmar i hela landet.
DKB hade kronprinsessan (sedermera drottning) Ingrid som beskyddare. Enligt Inga Christensen, DKB:s ordförande 1979–1989, skall drottningen då hon anlände till Danmark 1935 ha uttryckt sin undran över att det inte fanns någon kvinnokår i landet, vilket det fanns i de övriga skandinaviska länderna. Kung Kristian X skall ha svarat henne att det aldrig skulle komma att finnas kvinnor i uniform i Danmark. Kungen fick dock fel och Ingrid fick en egen skräddarsydd uniform och deltog länge i DKB:s landsmöten.

## Ordförande
- Ellen la Cour Overgaard (1940–1942)
- Ingrid Dreyer (1942–1946)
- Inger Gautier Schmit (1946–1951)
- Marie (Majse) de Neergaard (1951–1959)
- Ellen Poulsen (1959–1969)
- Ingrid Holten Poulsen (1969–1979)
- Inga Christensen (1979–1989)
- Ellen Egesberg (1989–1990)